# Relações entre Irã e Uzbequistão
As relações entre Irã e Uzbequistão referem-se às relações diplomáticas entre os dois países, Irã e Uzbequistão, que possuem profundos laços culturais e históricos. Ambos os países são membros da Organização de Cooperação Econômica (OCE).

## Importância
O Irã é uma teocracia islâmica, enquanto o Uzbequistão é uma ditadura secular. As duas nações têm sido apreensivas em sua diferença de políticas, mas ainda têm sido ativas na melhoria de suas relações.

## Comércio
Irã e Uzbequistão têm acordos entre si para cooperar em vários campos, incluindo: agricultura, transportes, produção de petróleo e gás, construção, produtos farmacêuticos e serviços bancários. As duas nações também trabalharam em ligações terrestres e outros empreendimentos conjuntos.
O Uzbequistão exporta muitas mercadorias para o Irã, incluindo algodão, metais ferrosos e não ferrosos, fertilizantes e fibras químicas. O Irã exporta materiais de construção, detergentes, alimentos, chá e frutas para o Uzbequistão. O volume de negócios entre Irã e Uzbequistão ultrapassou $600 milhões em 2008.